# Hans Jakob Christoffel von Grimmelshausen
Hans Jakob Christoph von Grimmelshausen (Gelnhausen, junho de 1622 - Renchen, 17 de agosto de 1676) foi um escritor alemão. Sua obra mais famosa é o romance Der abenteuerliche Simplicissimus Teutsch (O Aventuroso Simplicissimus).

## Edições em português
Grimmelshausen, Hans Jakob Cristoph von. O Aventursso Simplicissimus, tradução de Mario Luiz Frungillo - Curitiba Ed. UFPR, 2008 ISBN 978-85-7335-227-6